# 侯提封
侯提封（1577年—1611年），字伯釐，號高鲁，山東兖州府郓城县人。明朝政治人物。

## 生平
万历二十二年（1594年）甲午科山东乡试舉人，三十五年（1607年）登丁未科进士，初授高阳县知县，調繁任丘县，莅政明敏，百废俱兴，尤加意穷黎，甫报政，三十九年以疾卒于官。柩还乡，百姓環櫬號泣，络绎于道。公居乡醇和，仕宦三年，家计落落如故，舆论重之。妾董氏，事提封，澹妝素服，樸質而勤。生一子，躬事紡績。倉卒遇賊，大罵而死。

## 家族
曾祖侯卿。祖父侯谭，儒官。父侯正宗。从父侯正鹄。母馬氏。严侍下。弟鲁封、茅封、祚封、崇封、延封。